# Cigaritis somalina
Cigaritis somalina is een vlinder uit de familie van de Lycaenidae. De wetenschappelijke naam van de soort is voor het eerst gepubliceerd in 1885 door Arthur Gardiner Butler.
De soort komt voor in de droge savannes van Jemen, Ethiopië, Somalië en Noord-Kenia.